# قصر رافو
قصر رافو (Raffo) ويعرف أيضا تحت اسم فندق إيمون (Eymon) هو مبنى خاص يقع في ساحة النصر (سابقا ساحة البورصة) في وسط تونس العاصمة.

## التاريخ
شيد القصر في القرن التاسع عشر لفائدة جوزيف رافو. كان قد استقبل في السابق قنصليتي السويد والنرويج. ويعرف القصر كذلك بأنه كان مقر إقامة المنجم المشهور آليستر كراولي في السنوات 1920.